# Szujscy herbu Pogoń Ruska

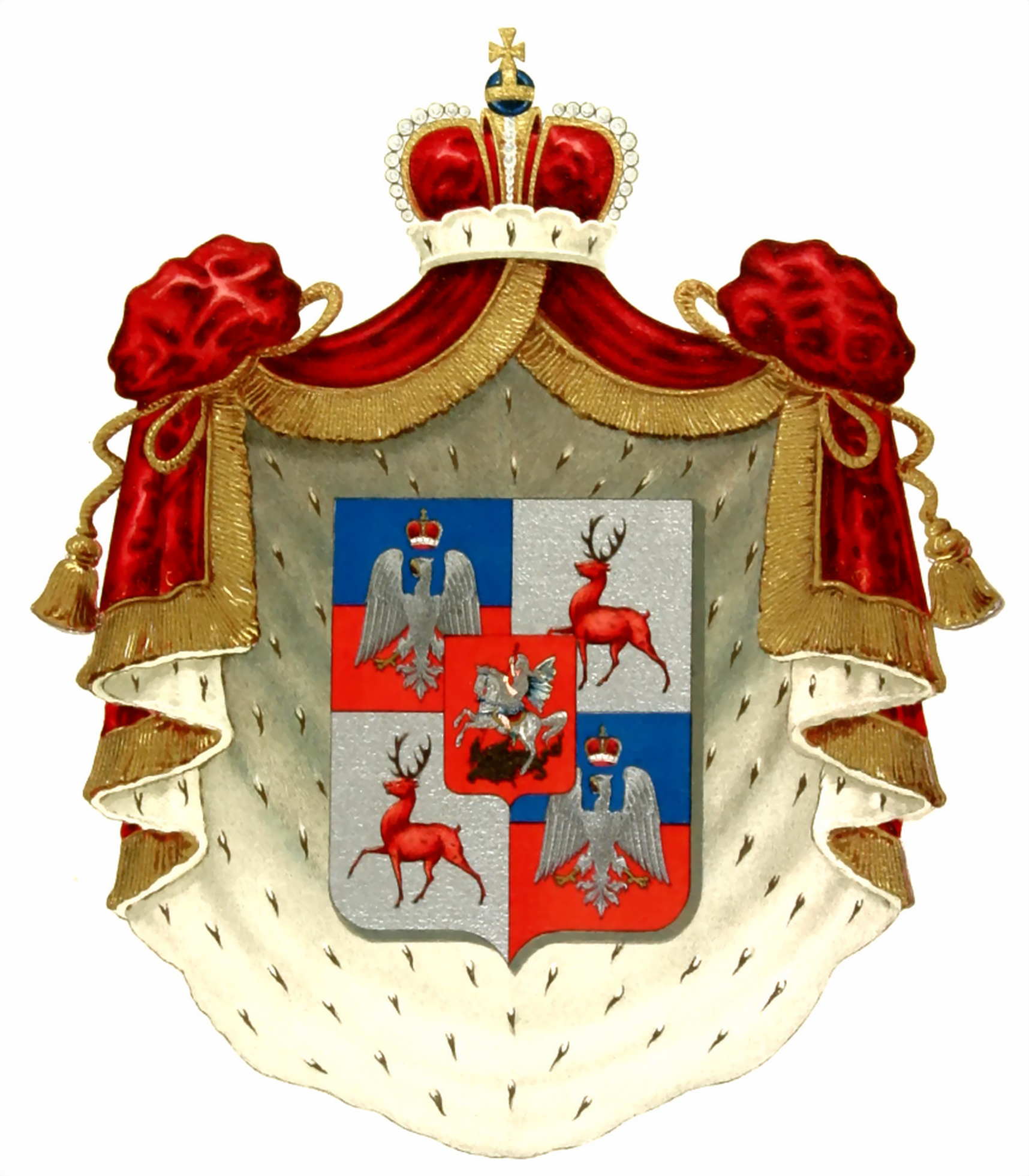
Herb Szujski

Szujscy herbu Pogoń Ruska – polski ród kniaziowski (książęcy), pochodzenia ruskiego, będący gałęzią dynastii Rurykowiczów i ich linii panującej nad księstwem suzdalskim, który wziął swoje nazwisko od miasta Szuja w obecnym obwodzie iwanowskim. Z licznych gałęzi jedna uzyskała wielkie znaczenie w XVI w. w Moskwie, gdzie jeden z jej przedstawicieli został nawet obrany carem; inna z kolei związała się z Rzecząpospolitą, w której uznawano jej status kniaziowski.

## Szujscy w Polsce
Bezpośrednim protoplastą kniaziów Szujskich osiadłych w Rzeczypospolitej był kniaź Iwan Dymitrowicz, przezywany "Gubka", który zbiegł na Litwę z Moskwy, najprawdopodobniej razem z kniaziem Semenem Bielskim oraz Iwanem Lackim około 1534 r. On to już w kwietniu 1536 r. otrzymał od króla Zygmunta Starego przywilej na Terebuń w powiecie brzeskim oraz później w 1542 r. – na swą wyraźną prośbę – roczną pensję w wysokości 80 kop groszy, wypłacaną przez podskarbiego ziemskiego, Iwana Ostafiewicza Hornostaja. Umarł około 1560 r., pozostawiając wdowę Marynę Bohdanównę Bohowitynównę oraz syna, kniazia Manoiła Szujskiego (zm. ok. 1580 r.), żonatego z Hanną Irzykowiczówną.
Synem wspomnianego kniazia Manoiła Szujskiego był kniaź Jan vel Janusz Szujski, podkomorzy brzeski, który z nieznanej z imienia i nazwiska małżonki, pozostawił – według Józefa Wolffa – sześciu synów (Jerzego, Aleksandra, Andrzeja, Jana, Krzysztofa i Konstantego) oraz córkę Annę, zamężną za Janem Michałem Narbutem. Bracia ci, przechodząc na katolicyzm, zarzucili używanie tytułu kniaziowskiego, przy czym każdy z nich zapoczątkował swoją gałąź rodu. Zarówno oni jak i ich potomkowie sprawowali – może nie najwyższe, ale na pewno – liczne urzędy w Rzeczypospolitej Obojga Narodów.
Ostatnim męskim przedstawicielem rodu w Polsce jest Piotr Szuyski (ur. 1943), syn Wacława i Edwardy z domu Weigt, wnuk Wacława, senatora Rzeczypospolitej, i Aliny z Russockich. Istnieją w Polsce i Francji osoby o nazwisku „Szuyski” i „Szujski”, związane z ostatnim potomkiem rodu węzłami pokrewieństwa bądź powinowactwa.

### Znani członkowie rodu
- Józef Szujski (1835–1883) – historyk, poseł do Sejmu Krajowego, delegat do Izby Poselskiej austriackiej Rady Państwa, dożywotni członek Izby Panów parlamentu austriackiego
- Wacław Szuyski (1881–1951) – ziemianin i przemysłowiec, senator Rzeczypospolitej 1928-1930.
- Roman Szuyski (1907–1953) – dyplomata.
- Wacław Szuyski (1908–1979) – działacz polityczny BBWR.

## Szujscy w Rosji
Kniaziowie Szujscy jako gałąź dynastii Rurykowiczów, będący potomkami m.in. Aleksandra Newskiego, już tylko z racji samego pochodzenia stanowili jeden z najstarszych i najznaczniejszych rodów najpierw Wielkiego Księstwa Moskiewskiego, a później Rosji. Co prawda w wyniku podporządkowania sobie ziem ruskich przez władców moskiewskich utracili status udzielnych książąt, przechodząc do kategorii bojarstwa. Na przełomie XV i XVI wieku zgromadzili jednak ogromne bogactwo, stając się jednym z najpotężniejszych rodów, zagrażającym nawet panującym władcom.
Sami zainteresowani nie kryli zresztą swoich aspiracji, próbując w obliczu widma kryzysu monarchii (represyjna polityka coraz bardziej niezrównoważonego cara Iwana Groźnego) organizować coś na kształt własnego stronnictwa. Spotkało się to z represjami ze strony władzy, w szczególności ze strony cara Borysa Godunowa, który objął tron po śmierci ostatniego Rurykowicza, cara Fiodora. Jednak silna pozycja, którą cieszyli się Szujscy pozwoliła im na zdobycie tronu i koronację Wasyla Szujskiego na cara Rosji w 1606 roku.
Sukces nie okazał się trwały, albowiem w wyniku odwrócenia się od władcy dotąd wiernego bojarstwa, kraj osłabł, co pozwoliło na wmieszanie się w wewnętrzne sprawy Carstwa Rosyjskiego części polskiej magnaterii, polegające na interwencji zbrojnej w celu osadzenia na tronie moskiewskim pretendentów podających się za syna Iwana Groźnego (tzw. Dymitriada). Okres ten (lata 1604–1610) zwany jest w historii Rosji czasem wielkiej smuty, zaś jego następstwem było uwięzienie w Rzeczypospolitej cara Wasyla Szujskiego i jego braci oraz wojna polsko-rosyjska.
Po tych wydarzeniach kniaziowie Szujscy nie odgrywali już nigdy w Rosji takiej roli jak wcześniej.

### Znani członkowie rodu
- Andrzej Szujski (zm. 1543) – jeden z przywódców stronnictwa Szujskich w Moskwie
- Piotr Szujski (zm. 1564) – dowódca wojskowy
- Dymitr Szujski (zm. 1612) – naczelny dowódca wojsk moskiewskich, brat cara Wasyla IV Szujskiego
- Wasyl IV Szujski (1552–1612) – car Rosji w latach 1606–1610